# Вишневське (озеро)
Вишневське (біл. Вішнеўскае) — озеро у Вілейському районі Мінської області на північному заході Білорусі.  Належить до групи Свірських озер.

## Опис та характеристика
Водойма знаходиться в басейні річки Страча (права притока річки (Вілія) Няріс), розташоване на північному заході Мінської області, на кордоні із Гродненською областю, поблизу сіл Вишневе, Островляни та Лицевичі.
Приплив води в озеро йде по струмках (в т. ч. Роличе) та меліоративних каналах. Стік здійснюється по річці Смолка в озеро Свір, з якого по річці Страча впадає, з правого берега, у Вілію. Говорячи про водний режим водойми, можна відзначити, що воно має всі властивості евтрофного озера. Прозорість води становить 1 м. Мінералізація води середня і становить близько 245 мг/л. Озеро відноситься до проточного типу — зміна всього об'єму води відбувається приблизно протягом півтора року.
Площа озера становить 9,97 км². Це шосте за площею озер у Мінській області і найбільше у Вілейському районі, за площею та об'ємом води (19,79 млн м³). Довжина озера становить 4,38 км, максимальна ширина 3,52 км. Максимальна глибина — 6,3 м. Площа водозбору, невелика і становить 56,2 км².

## Улоговина та рельєф
Улоговина озера залишкового типу, округлої форми, злегка витягнута із південного заходу на північний схід. Схили висотою 2-3 метри, порослі сосновим лісом. Північно-східний схил являє собою озову гряду. Берегова лінія плавна, майже не утворює заток та півостровів. Береги в східній, північній та західній частинах низькі, частково заболочені і порослі чагарником; на півдні — обривисті, заввишки близько метра. Заплава шириною 5-50 метрів добре виражена вздовж всієї берегової лінії і майже повсюдно заболочена і поросла чагарником. Дно плоске, до глибини 1,5 метра вистелено піском  та глинами , глибше — сапропелями. Смуга прибережної рослинності становить 100-800 м і поширюється до глибини 2 м.

## Флора та фауна
Більше половини площі озера зайнято вищою водною рослинністю, що пояснюється наявністю широких та пологих піщаних мілководь. Основним видом рослин є рдесник кучерявий, який суцільним килимом покриває північно-західну та південно-східну частину озера. З рослин із плаваючим листям поширені кубушка та рдесник плавучий.
Іхтіофауна озера представлена такими, основними видами риб, як — щука, карась, окунь, плітка. Озеро періодично зарибнюється мальками — сазана, вугра, білого амуру.

## Використання
Озеро інтенсивно використовується людиною. Воно служить приймачем болотних вод із меліоративних ділянок водозбору. Вода використовується населенням для побутових потреб, водопою худоби. Широко розвинути любительська рибалка. Озеро є великим центром рекреації. На березі розташовані бази відпочинку «Вишневське» та «Верстатобудівник», туристські стоянки «Конькове» та «Широкий рів». Створено умови для занять дайвінгом. Є прокат човнів та катамаранів. Озеро входить до складу території національного парку «Нарочанський».